# 波士顿
波士頓是美國马萨诸塞州首府及最大城市，佔地面積48.4平方英里（125平方），2018年居民總數為694,583人，是麻省乃至新英倫地區人口最多的城市，也是全美第24大城市。其為大波士頓（大都市統計區）的經濟與文化中心，並於1999年7月1日前，為沙福克縣縣政府的代表議席。2016年的人口普查结果顯示，以波士頓領銜的大波士頓擁有480萬人口，乃全美第十大的大都會區；以波士頓為中心的聯合統計區則擁有820萬人口，乃全美第六大。
波士頓為美國最古老的都市之一，於1630年由遷移美洲的清教徒在邵馬特半島上建立。美國獨立戰爭前夕及期间，多場重要事件均发生于此，如波士頓大屠殺、波士頓傾茶事件、邦克山戰役及波士頓之圍等。美国脱离大不列顛王國獨立後，波士頓繼續作為其不可或缺的港口、製造業基地以及教育文化中心。該市後來以填海及市區吞併的形式擴張土地，範圍不再規限於半島本身。波士顿深厚的歷史底蕴吸引不少旅客慕名而來，仅法尼爾廳每年便有2千萬人次到訪。波士頓於美國創下诸多领域之先河，包括全美首個公眾公園（1634年成立的波士頓公園）、首間公立或州立學校（1635年成立的波士頓拉丁學校）及首個地鐵系統（1897年建立的特莱蒙街地鐵）。
波士顿其多所著名的學府使之成為國際高等教育中心，為醫學、工程、法律、商學重鎮，同时具有近5,000家初創企業。波士頓的經濟發展亦建基於金融、專業商業服務、生物技術、資訊科技及政治活動。當地居民之平均博愛精神獲評為全美最高；商業機構之環境可持續發展投資亦領銜全國。波士頓曾經歷士紳化，現在的生活成本在全美最高之列，但仍獲評為全球最宜居的地方之一。

## 历史
这些政治事件已经影响了整个国家的历史，正在塑造来到这个伟大国家的人民的思想，波士顿在其中扮演了领头的角色。

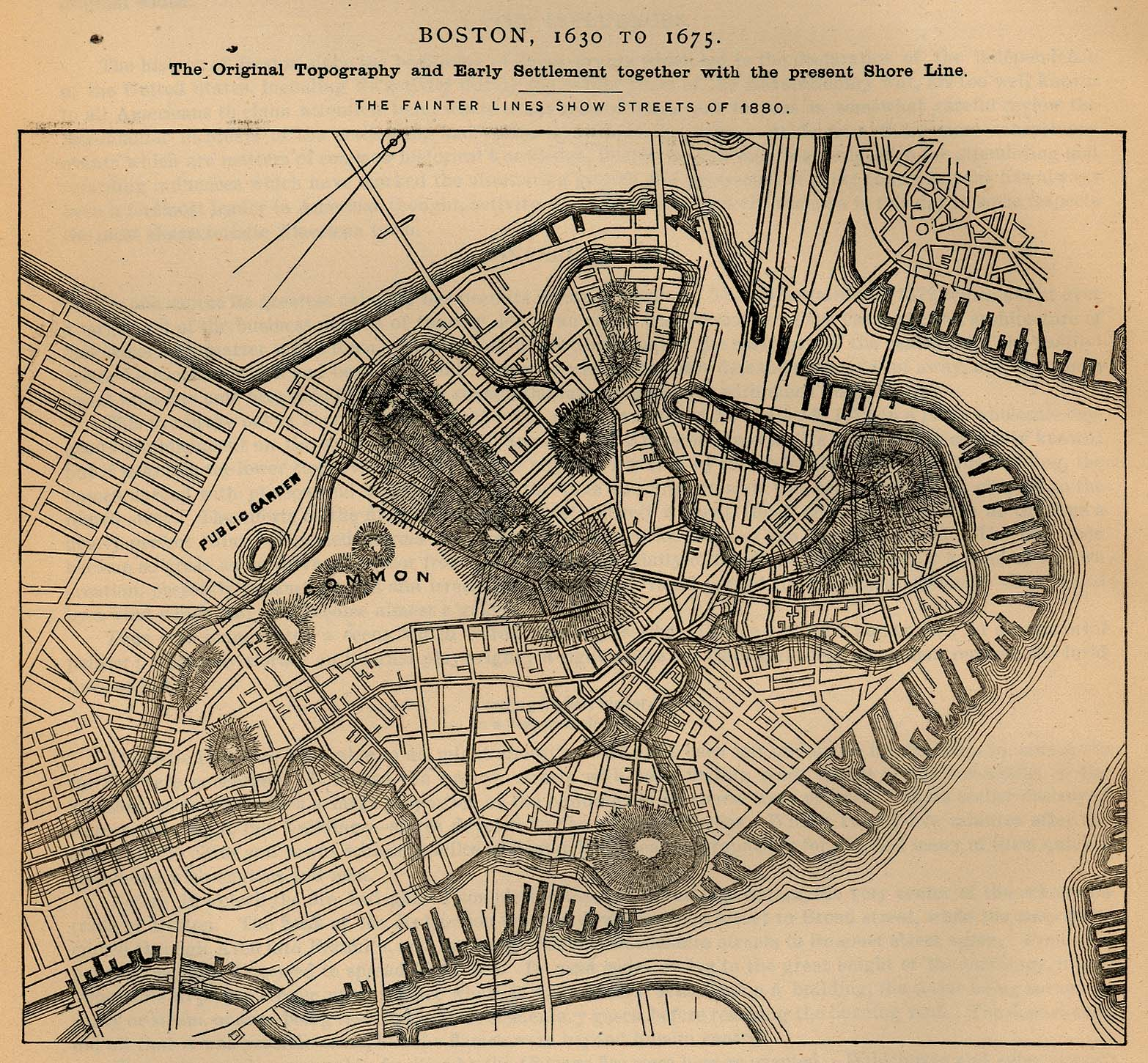
1630-1675年的波士顿

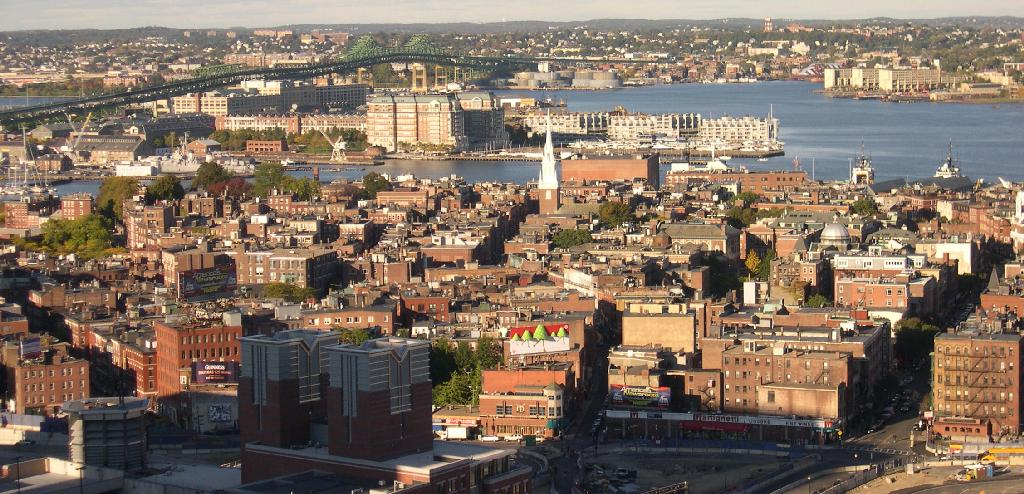
北区的古老建筑

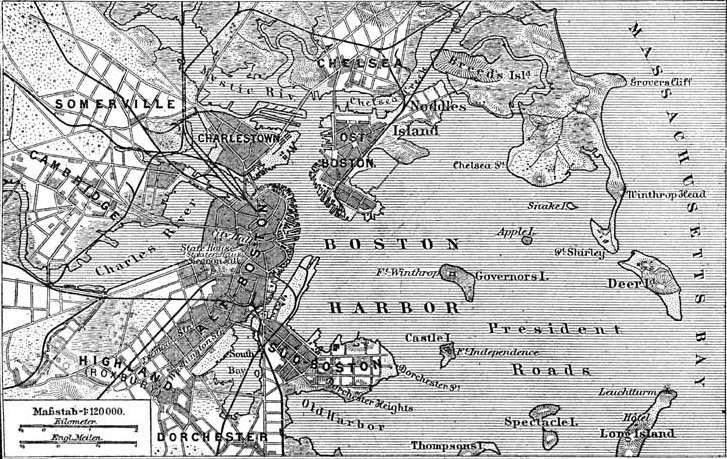
1888年波士顿地图

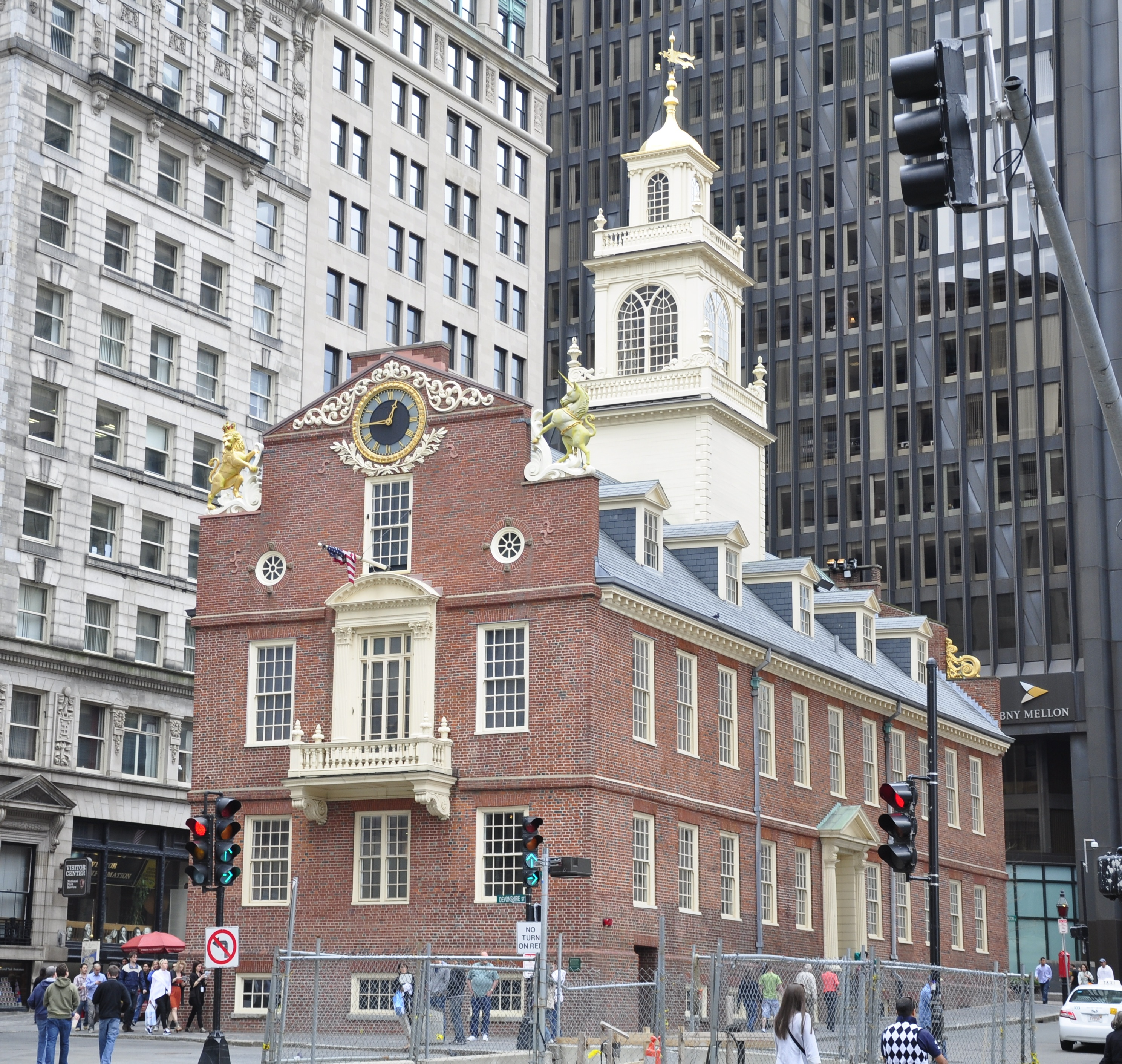
老州政府大厦

1630年9月7日，来自英国的清教徒移民创建了波士顿。波士顿所属的马萨诸塞湾殖民地和附近60公里外在10年前（1620年11月21日）建立的普利茅斯殖民地（位于今天的布里斯托尔县、普利茅斯县和巴恩斯特布尔县）这2个清教徒团体在宗教实行方面截然不同，互相不太有来往。这2个分开的殖民地直到1691年才联合起来，形成马萨诸塞湾省。
波士顿建造在一个半岛上， 通过一个狭窄的地峡与大陆相连，并被马萨诸塞湾和后湾--查尔斯河的河口所环绕。波士顿的早期欧洲移民最初根据这里的三座小山丘命名为三山城（Trimountaine）；后来根据移民中一些杰出人物的家乡--英格兰波士頓的名称重新命名。当时，波士顿的居民绝大多数是来自英国的清教徒。马萨诸塞湾殖民地最初的统治者约翰·温斯罗普发表过一篇著名的布道词，题为“基督徒慈善的典范”，认为波士顿与上帝之间存在着特别的契约。温斯罗普还带动了剑桥协定的签署，这份协定被认为是创建该市的关键文献。清教徒的道德规范在波士顿塑造了一个极端稳定、结构良好的社会。例如，在波士顿建立不久，清教徒就创立了美国第一所公立学校波士顿拉丁学校（1635年），和美国第一所大学哈佛大学（1636年）。直到今天，努力工作、道德正直、重视教育仍然是波士顿文化的一部分。
1770年代初，英国人尝试全面控制北美十三州，主要通过征税，促使波士顿人发动了美国革命。波士顿屠杀、波士顿茶叶事件，以及美国革命几个早期的战役——列克星敦和康科德战役、邦克山战役和波士顿围城战，都发生在该市或附近的地方。保羅·列维尔著名的午夜骑行也发生在这一时期。
美国革命以后一段时期内，由于波士顿是美国距离欧洲最近的一个主要港口，因而它迅速发展了海外贸易，向欧洲出口朗姆酒、鱼、食盐和烟草，成为当时世界上最富裕的国际商港之一。这一时期，一些波士顿名门世家的后代成为了美国社会文化的精英；他们后来被称为“波士顿婆罗门”。1822年，波士顿得到特许状，正式取得了城市身份。
19世纪中叶，波士顿的制造业在国际贸易上占有一定的重要性。此后直到20世纪初，波士顿仍然是美国最大的制造业中心之一，其中特别以服装、皮革制品和机械工业著称。该市通过附近的小型河流连接了附近地区，方便的货运使工厂的增设成为可能。后来，密集的铁路网更加促进了该地区的工商业繁荣。从19世纪中后期起，波士顿的文化开始繁荣起来，以慷慨的艺术捐助者著称。这一时期的波士顿还成了废奴主义运动的一个中心。
1820年代，由于第一波欧洲移民潮的到来，波士顿的人口构成开始发生戏剧性的变化。大批爱尔兰人和意大利人移居该市，将他们的天主教也带到这座城市。目前，天主教是波士顿最大的宗教团体，从20世纪初起，爱尔兰人开始在波士顿政治中扮演重要角色，肯尼迪家族就是其中的杰出代表之一。
从1630年到1890年，通过填平沼泽、海滨泥滩和码头之间的缝隙，波士顿的城市规模扩大了三倍。在19世纪进行了巨大的“削山填海”的改造工程。1807年开始，灯塔山的山顶被用于填平一个面积50英亩（20公顷）的池塘，后来那里形成了干草市场广场。今天，马萨诸塞州政府就坐落在变矮后的灯塔山山顶。19世纪中叶的工程形成了波士顿南区、波士顿西区、金融区、和波士顿唐人街。1872年波士顿大火之后，工人用碎石重建了濒水的市中心地区。在19世纪中后期，工人们用铁轨从尼达姆高地取来泥土，填平了波士顿西面大约600英亩（2.4平方公里）的查尔斯河沼泽地。另外，该市陆续合并了附近的市镇——洛克斯伯里（1868年）、多尔切斯特（1870年）、布莱顿、西洛克斯伯里、查尔斯镇和海德公园。1874年，波士顿最后一次合并了3个镇，从此市区界限固定了下来，未再变动。
20世纪早期和中期，波士顿由于工厂陈旧老化开始衰落，工厂纷纷迁往劳动力更低廉的地区。波士顿做出了反应，开始建造各种城市更新项目，包括拆除业已陈旧的西区，和建造波士顿政府中心。1970年代，波士顿在长达30年的经济低迷时期之后恢复了繁荣，并带动了共同基金的发展。波士顿因其卓越的医疗服务享有盛誉，麻省总医院、贝斯以色列女执事医疗中心和布莱根妇女医院等医院在疾病治疗和医疗创新方面在全美国领先。哈佛大学、麻省理工学院、波士顿学院、东北大学和波士顿大学等高等学府吸引了许多学生来到波士顿都会区求学深造。
21世纪初，波士顿已经成为一个智力、技术与政治思想的中心。不过，该市还必须解决1990年代以来因房价急剧上涨造成生活费用过高的问题。2004年，波士顿大都会区已经成为全美国生活开支最高的地方，而马萨诸塞州是全国唯一人口下降的州。
2013年4月15日，波士顿发生了震惊世界的波士顿爆炸案，造成3人死亡，183人受伤。

## 地理

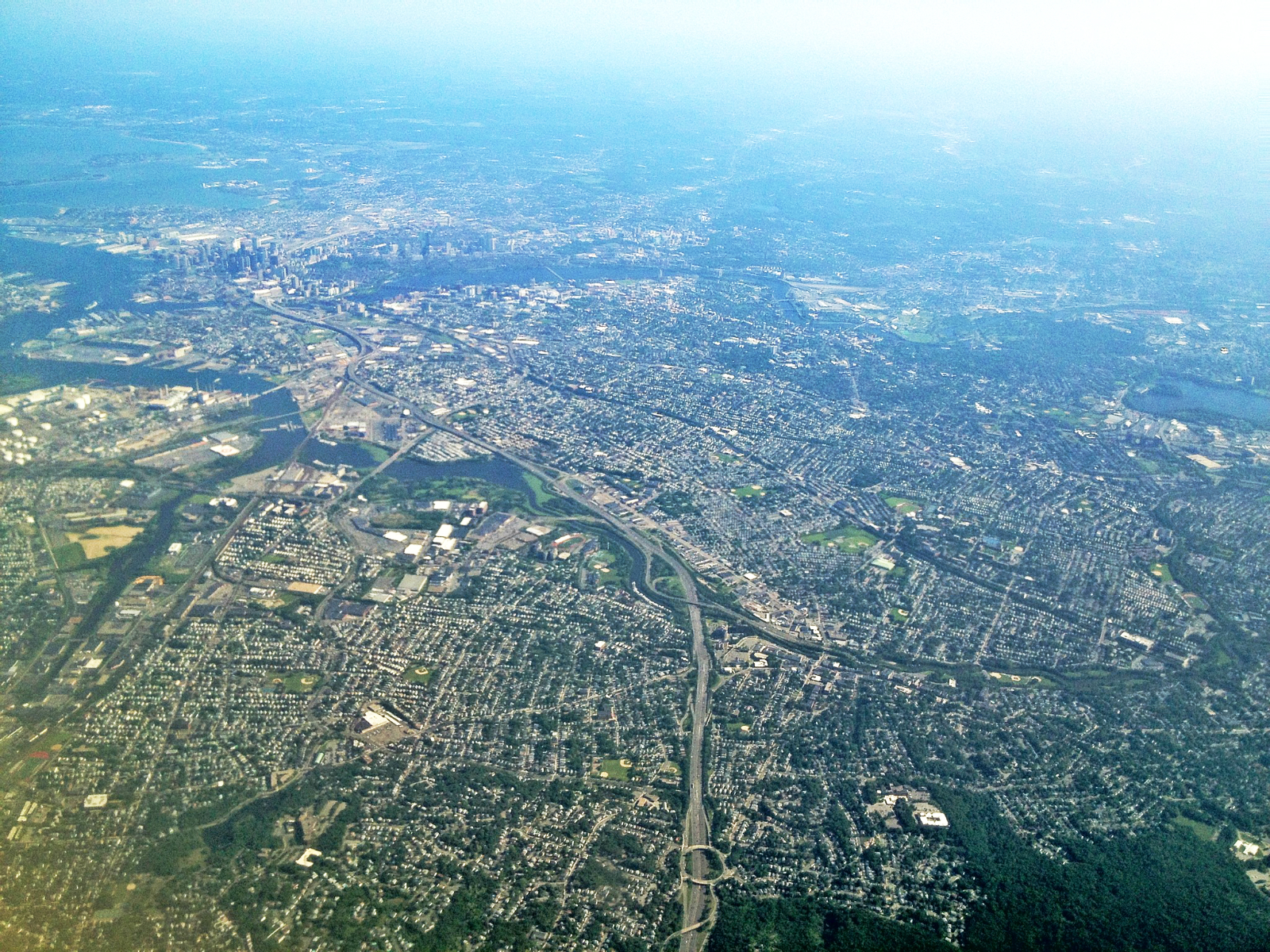
波士顿航拍

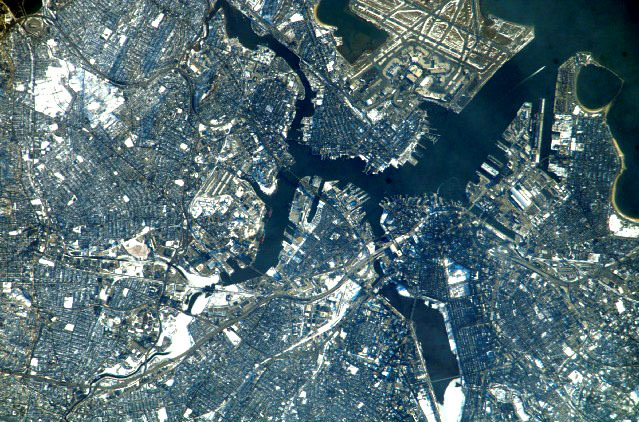
从国际空间站拍摄的波士顿卫星图

由于開發较早的缘故，波士顿人口密度非常高。根据美国人口调查局资料，该市的总面积为89.6平方英里（232.1平方公里）；其中陆地面积为48.4平方英里（125.4平方公里），水域面积为41.2平方英里（106.7平方公里，占46.0%）。而其它许多人口相仿的城市，如丹佛有154.9平方英里，而夏洛特有280.5平方英里。在50万人口以上的美国城市中，只有旧金山和华盛顿的面积小于波士顿。
波士顿市的平均海拔高度以洛根国际机场为标准，位于海平面以上19英尺（5.8米）。波士顿的最高点是贝勒维尔山，海拔330英尺（101米）。波士顿是美国本土唯一一个坐落在海边的省府城市，其城市范围包括大西洋的海岸线。与波士顿毗邻的城镇有溫索普、里维尔、切尔西、埃弗里特、萨默维尔、剑桥、水城、牛顿、布鲁克莱恩、尼德姆、戴德姆、坎顿、米尔顿和昆西，通常都被认为是大波士顿的一部分。
后湾和波士顿南区的大部分是用垃圾碎石填海形成的新生地，面积是波士顿最初的3座小山区域的2倍半。最初的3座小山中只有最小的灯塔山被削低以后被保留了部分。市中心及近邻地区主要由低层砖砌或石砌建筑组成，许多联邦建筑风格和希腊复兴建筑风格的古老建筑与现代高层建筑混杂在一起。古代与现代建筑的对比在金融区、政府中心、南波士顿地区十分常见。后湾有众多杰出的地标建筑，如波士顿公共图书馆、基督教科學會教堂、科普利广场、纽伯里街等，除此以外，新英格兰最高的2座建筑：约翰·汉考克大厦和保德信大厦也坐落于后湾区。约翰·汉考克塔楼的近旁有伯克莱大厦（老约翰·汉考克大厦）及其醒目的气象塔。在由单户居住的别墅和多户居住的砖木结构的联排式房屋构成的住宅区中，则散布着一些较小的商业区。目前，南端（South End）历史区是美国本土现存规模最大的维多利亚时期街区。该历史街区与波士顿市中心十分接近，曾经被中央动脉高架公路隔开。中央动脉隧道工程，又称大开掘（Big Dig），移除了丑陋的高架桥，将高速公路埋入隧道。
波士顿公园（Boston Common）位于金融区和灯塔山附近，是美国最古老的公园。连同附近的波士顿公共花园，都属于“绿宝石项链”公园系统的一部分，由弗雷德里克·劳·奥姆斯泰德所设计。沿着查尔斯河的河岸休闲公园也是该公园系统的重要一部分。大多数公园与海滩都靠近查尔斯镇、城堡岛，或沿着多尔切斯特、南波士顿和东波士顿的海岸线。该市最大的公园是弗兰克林公园，包括动物园、阿诺德植物园，和石溪国家保留地。
查尔斯河将波士顿市区和剑桥、水城以及邻近的查尔斯镇分隔开来，向东面是波士顿港和波士顿港岛国家休闲区。尼本赛特河构成波士顿南区与昆西、米尔顿2市的界河。神秘河则将查尔斯镇与切尔西和艾弗瑞分开，而切尔西溪与波士顿港将波士顿和东波士顿分开。

## 气候
波士顿和整个新英格兰地区一样，属于大陆性气候。但是由于濒临大西洋的地理位置，气候也明显受到海洋的影响。冬季较冷，微潮，时而偏向寒冷。
城市最热的月份为7月，平均气温为23.4 °C（74.1 °F），极端最高气温40 °C（104 °F）（1911年7月4日）。最冷月份为1月，平均气温−1.2 °C（29.9 °F），极端最低气温−28 °C（−18 °F）（1934年2月9日）。冬日最高气温低于或等于0 °C（32 °F）的平均日数为23天，日最低气温低于或等于−10 °C（14 °F）的平均日数为13天，低于或等于−15 °C（5 °F）的平均日数为2.8天；夏季相对炎热潮湿，最高气温高于或等于30 °C（86 °F）的日数年均有29天，达35 °C（95 °F）的有3.1天。最近一次低于或等于−17.8 °C（0 °F）出现在2018年1月7日，当日低温为−18.9 °C（−2 °F）。最近一次低于或等于37.8 °C（100 °F）的高温出现在2025年6月24日，当日高温为38.9 °C（102 °F）。
马萨诸塞伸入北大西洋的地理位置导致其十分容易受到东北温带气旋的影响，这类气旋为波士顿带来充足的雨雪，一次暴风雪就可能降雪超过25厘米。城市无霜期平均为220天（4月3日至11月9日），可测量降雪通常出现在11月27日到3月27日之间。年均降水量约1,110（43.6英寸），年极端最少降水量为602（23.71英寸）（1965年），最多为1,664（65.53英寸）（1878年）。年均降雪量为125（49.2英寸）（西郊平均降雪量可达150厘米以上），但降雪年际变化较大；1936–37年的降雪量最少，积累降雪量只有23（9.0英寸），2014–15年的降雪量最多，积累降雪量为281（110.6英寸）。
雾在波士顿地区也十分常见，通常出现在春季与初夏。城市靠海，春末海风颇为常见，海水温度通常比内陆温度低11°C，导致气温中午之前骤降。5月至9月可能出现雷暴天气，偶尔会有严重的冰雹、强侧风和瓢泼大雨。尽管波士顿市中心从未受到龙卷风侵袭，但是市政府曾数次发布龙卷风警报。热带风暴或飓风偶尔出现在城市西北方向，常见于初秋。波士顿在同纬度沿海城市中拥有相对充足的阳光，平均超过2,600小时。
| 波士顿（洛根国际机场），1991–2020年正常值，1872年至今极端数据                                                              | 波士顿（洛根国际机场），1991–2020年正常值，1872年至今极端数据 | 波士顿（洛根国际机场），1991–2020年正常值，1872年至今极端数据 | 波士顿（洛根国际机场），1991–2020年正常值，1872年至今极端数据 | 波士顿（洛根国际机场），1991–2020年正常值，1872年至今极端数据 | 波士顿（洛根国际机场），1991–2020年正常值，1872年至今极端数据 | 波士顿（洛根国际机场），1991–2020年正常值，1872年至今极端数据 | 波士顿（洛根国际机场），1991–2020年正常值，1872年至今极端数据 | 波士顿（洛根国际机场），1991–2020年正常值，1872年至今极端数据 | 波士顿（洛根国际机场），1991–2020年正常值，1872年至今极端数据 | 波士顿（洛根国际机场），1991–2020年正常值，1872年至今极端数据 | 波士顿（洛根国际机场），1991–2020年正常值，1872年至今极端数据 | 波士顿（洛根国际机场），1991–2020年正常值，1872年至今极端数据 | 波士顿（洛根国际机场），1991–2020年正常值，1872年至今极端数据 |
| 月份 | 1月                                                           | 2月                                                           | 3月                                                           | 4月                                                           | 5月                                                           | 6月                                                           | 7月                                                           | 8月                                                           | 9月                                                           | 10月                                                          | 11月                                                          | 12月                                                          | 全年                                                          |
| --- | ------------------------------------------------------------- | ------------------------------------------------------------- | ------------------------------------------------------------- | ------------------------------------------------------------- | ------------------------------------------------------------- | ------------------------------------------------------------- | ------------------------------------------------------------- | ------------------------------------------------------------- | ------------------------------------------------------------- | ------------------------------------------------------------- | ------------------------------------------------------------- | ------------------------------------------------------------- | ------------------------------------------------------------- |
| 历史最高温 °C（°F） | 23 (74)                                                       | 23 (73)                                                       | 32 (89)                                                       | 34 (94)                                                       | 36 (97)                                                       | 39 (102)                                                      | 40 (104)                                                      | 39 (102)                                                      | 39 (102)                                                      | 32 (90)                                                       | 28 (83)                                                       | 24 (76)                                                       | 40 (104)                                                      |
| 平均最高温 °C（°F） | 14.6 (58.3)                                                   | 14.4 (57.9)                                                   | 19.4 (67.0)                                                   | 26.6 (79.9)                                                   | 31.2 (88.1)                                                   | 33.4 (92.2)                                                   | 35.0 (95.0)                                                   | 34.3 (93.7)                                                   | 31.6 (88.9)                                                   | 26.4 (79.6)                                                   | 21.2 (70.2)                                                   | 16.2 (61.2)                                                   | 35.8 (96.4)                                                   |
| 平均高温 °C（°F） | 2.7 (36.8)                                                    | 3.9 (39.0)                                                    | 7.5 (45.5)                                                    | 13.6 (56.4)                                                   | 19.2 (66.5)                                                   | 24.6 (76.2)                                                   | 27.8 (82.1)                                                   | 26.9 (80.4)                                                   | 22.8 (73.1)                                                   | 16.7 (62.1)                                                   | 10.9 (51.6)                                                   | 5.7 (42.2)                                                    | 15.2 (59.3)                                                   |
| 平均低温 °C（°F） | −4.9 (23.1)                                                   | −4.1 (24.6)                                                   | −0.5 (31.1)                                                   | 4.9 (40.8)                                                    | 10.2 (50.3)                                                   | 15.4 (59.7)                                                   | 18.9 (66.0)                                                   | 18.4 (65.1)                                                   | 14.6 (58.2)                                                   | 8.6 (47.5)                                                    | 3.3 (37.9)                                                    | −1.6 (29.2)                                                   | 6.9 (44.5)                                                    |
| 平均最低温 °C（°F） | −15.1 (4.8)                                                   | −13.2 (8.3)                                                   | −9.1 (15.6)                                                   | −0.6 (31.0)                                                   | 5.1 (41.2)                                                    | 9.8 (49.7)                                                    | 14.8 (58.6)                                                   | 14.3 (57.7)                                                   | 8.2 (46.7)                                                    | 1.7 (35.1)                                                    | −4.2 (24.4)                                                   | −10.5 (13.1)                                                  | −16.3 (2.6)                                                   |
| 历史最低温 °C（°F） | −25 (−13)                                                     | −28 (−18)                                                     | −22 (−8)                                                      | −12 (11)                                                      | −1 (31)                                                       | 5 (41)                                                        | 10 (50)                                                       | 8 (46)                                                        | 1 (34)                                                        | −4 (25)                                                       | −19 (−2)                                                      | −27 (−17)                                                     | −28 (−18)                                                     |
| 平均降水量 mm（） | 86 (3.39)                                                     | 82 (3.21)                                                     | 106 (4.17)                                                    | 92 (3.63)                                                     | 83 (3.25)                                                     | 99 (3.89)                                                     | 83 (3.27)                                                     | 82 (3.23)                                                     | 90 (3.56)                                                     | 102 (4.03)                                                    | 93 (3.66)                                                     | 109 (4.30)                                                    | 1,107 (43.59)                                                 |
| 平均降雪量 cm（） | 36 (14.3)                                                     | 37 (14.4)                                                     | 23 (9.0)                                                      | 4.1 (1.6)                                                     | 0.0 (0.0)                                                     | 0.0 (0.0)                                                     | 0.0 (0.0)                                                     | 0.0 (0.0)                                                     | 0.0 (0.0)                                                     | 0.51 (0.2)                                                    | 1.8 (0.7)                                                     | 23 (9.0)                                                      | 125 (49.2)                                                    |
| 平均降水天数（≥ 0.01 in）                                                                                                  | 11.8                                                          | 10.6                                                          | 11.6                                                          | 11.6                                                          | 11.8                                                          | 10.9                                                          | 9.4                                                           | 9.0                                                           | 9.0                                                           | 10.5                                                          | 10.3                                                          | 11.9                                                          | 128.4                                                         |
| 平均降雪天数（≥ 0.1 in）                                                                                                   | 6.6                                                           | 6.2                                                           | 4.4                                                           | 0.8                                                           | 0.0                                                           | 0.0                                                           | 0.0                                                           | 0.0                                                           | 0.0                                                           | 0.2                                                           | 0.6                                                           | 4.2                                                           | 23.0                                                          |
| 平均相對濕度（％） | 64                                                            | 62                                                            | 64                                                            | 64                                                            | 68                                                            | 69                                                            | 69                                                            | 72                                                            | 73                                                            | 69                                                            | 66                                                            | 65                                                            | 67                                                            |
| 月均日照時數 | 163.4                                                         | 168.4                                                         | 213.7                                                         | 227.2                                                         | 267.3                                                         | 286.5                                                         | 300.9                                                         | 277.3                                                         | 237.1                                                         | 206.3                                                         | 143.2                                                         | 142.3                                                         | 2,633.6                                                       |
| 可照百分比 | 56                                                            | 57                                                            | 58                                                            | 57                                                            | 59                                                            | 63                                                            | 65                                                            | 64                                                            | 63                                                            | 60                                                            | 49                                                            | 50                                                            | 59                                                            |
| 来源：NOAA（1981–2010年相对湿度；1961–1990年日照） 波士顿国际交换站，1872年1月–1935年12月在市中心，1936年1月起在洛根机场。 |                                                               |                                                               |                                                               |                                                               |                                                               |                                                               |                                                               |                                                               |                                                               |                                                               |                                                               |                                                               |                                                               |

## 人口
根据2012年美国人口统计，该市拥有636,479人口，272,481个住户，和248,704个家庭。人口密度为12,792.7人/平方英里（4,697人/平方千米）。住户平均密度为5,203/平方英里（2,009/平方千米）。不过，波士顿白天的人口将增加到大约120万人。人口的起伏是由于郊区居民到市区上班、上学、就医，以及从事其它事情。
根据人口统计，该市的种族构成为白人占53.9%，黑人占24.4%，印第安人占0.4%，亚裔美国人占8.9%，0.06%为太平洋群岛人，7.83%为其它，3.9%为2个或2个以上种族的混血。17.5%的人口为西班牙裔美国人或拉丁美洲人，可能是任何一个种族。（一些研究估计在马萨诸塞州有25万名巴西人，因此对这些数据还需要进行更深入的研究，以精确地进行各族裔的人口统计）。

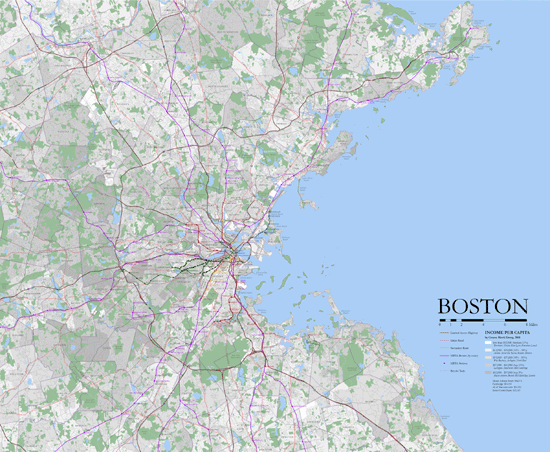
大波士顿地区的个人平均所得

爱尔兰裔是该市最大的族裔群体，占人口的15.8%。意大利人也构成该市人口的重要部分，占人口的8.3%。西印度群岛人后裔也有一定的规模（6.4%）；其中一半是海地裔。在多尔切斯特等一些地方，在过去几年中接受了流入的越南人居民。
在272,481个住户中，有22.7%的家庭里有18岁以下的孩子同住，有27.4%的家庭只有一对夫妇住在一起，有16.4%的家庭户主为女性，没有丈夫同住，51.9%为非家庭。37.1%的住户为一个人独居，9.1%的住户为65岁以上的人独自居住。平均住户规模为2.31人，而平均家庭规模为3.17人。
该市人口中，低于18岁者占19.8%，18－24岁占16.2%，25－44岁占35.8%，45－64岁占17.8%，65岁以上者占10.4%。年龄中值为31岁。男女性别比为92.8：100，在18岁以上人群中，男女性别比为90.2：100。
该市住户收入中值为33,589美元，而家庭收入中值为53,136美元。男性收入中值为37,435美元，而女性收入中值为32,421美元。该市的个人平均所得为23,353美元。21.2%的人口和15.3%的家庭生活低于贫困线。其中25.6%为18岁以下人口，18.2%为65岁以上人口。

## 政治

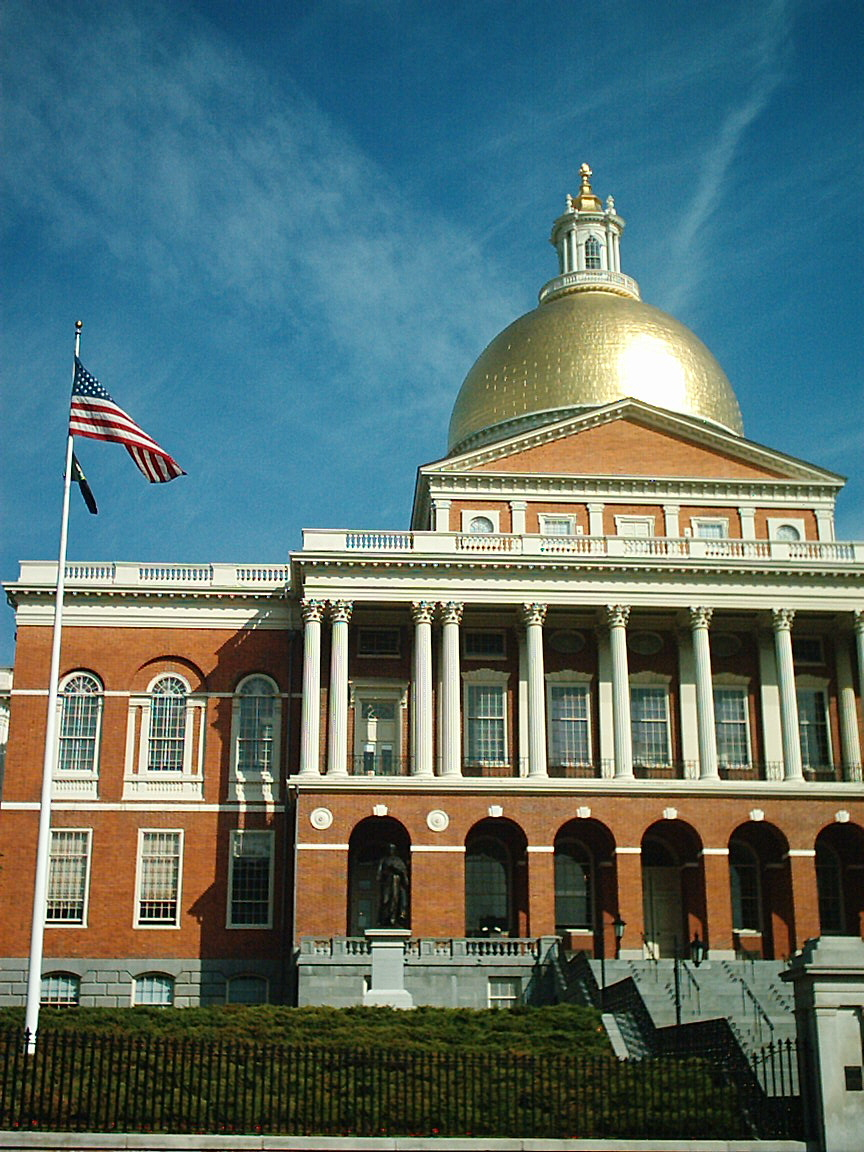
州政府大厦

波士顿实行实权市长制度，市长被授予广泛的行政权力，每四年选举一次。市议会每2年选举一次，有9个席位按照每个选区进行多数投票，另有4个席位进行普选，每个投票者直接对普选候选人进行投票。每个候选人只能投票一次。得票最高的4名候选人当选。议长由议员们选举产生。学校委员会由市长指定。自1930年代以來市長一直由民主黨人出任。
作为马萨诸塞州首府，波士顿在马萨诸塞州政治生活中扮演重要角色。波士顿还是美国联邦政府在新英格兰的中心，建有约翰·肯尼迪联邦办公大楼和托马斯·奥尼尔联邦大厦。该市还设有美国联邦第一巡回上诉法院、马萨诸塞地区法院，以及波士顿联邦储备银行（联储第一区）总部。该市属于美国众议院马萨诸塞州第8选区和第9选区。

## 经济
2008年，大波士顿都市区GDP达到3630亿美元，是美国第6大，世界第12大城市经济体。
波士顿的大学是影响该市和整个区域经济的主要因素。他们不仅是主要的雇主，而且将高技术产业吸引到该市及附近地区，包括计算机硬件与软件公司，以及生物工程公司。波士顿每年从国立卫生研究院得到的资金是所有美国城市中最多的。
其他重要产业有金融业（特别是共同基金）和保险业。以波士顿为基地的富达投资在1980年代帮助普及共同基金，使得波士顿成为美国的顶级金融城市之一。该市还拥有主要银行的地区总部如美洲银行和美國桑坦德銀行（Santander）。波士顿还是一个印刷与出版业中心。教科书出版商霍顿·米夫林出版社的总部设在市内。该市拥有3个主要的会议中心：海因斯会议中心在后湾，波士顿世界贸易中心和波士顿会展中心位于南波士顿的濒水地区。由于它拥有州首府和联邦政府地区中心的地位，法律与政府是该市经济的另一个主要成分。
总部位于该市的大公司有吉列公司（由宝洁公司拥有）和泰瑞达公司，后者是世界顶级的半导体和其他电子试验设备制造商之一。新百伦将总部设在波士顿。其他大公司则将总部设在市区以外，主要是沿着马萨诸塞128号公路。波士顿港是美国东海岸的主要海港之一，也是西半球最古老的仍然活跃的商港和渔港之一。

## 社会

### 媒体

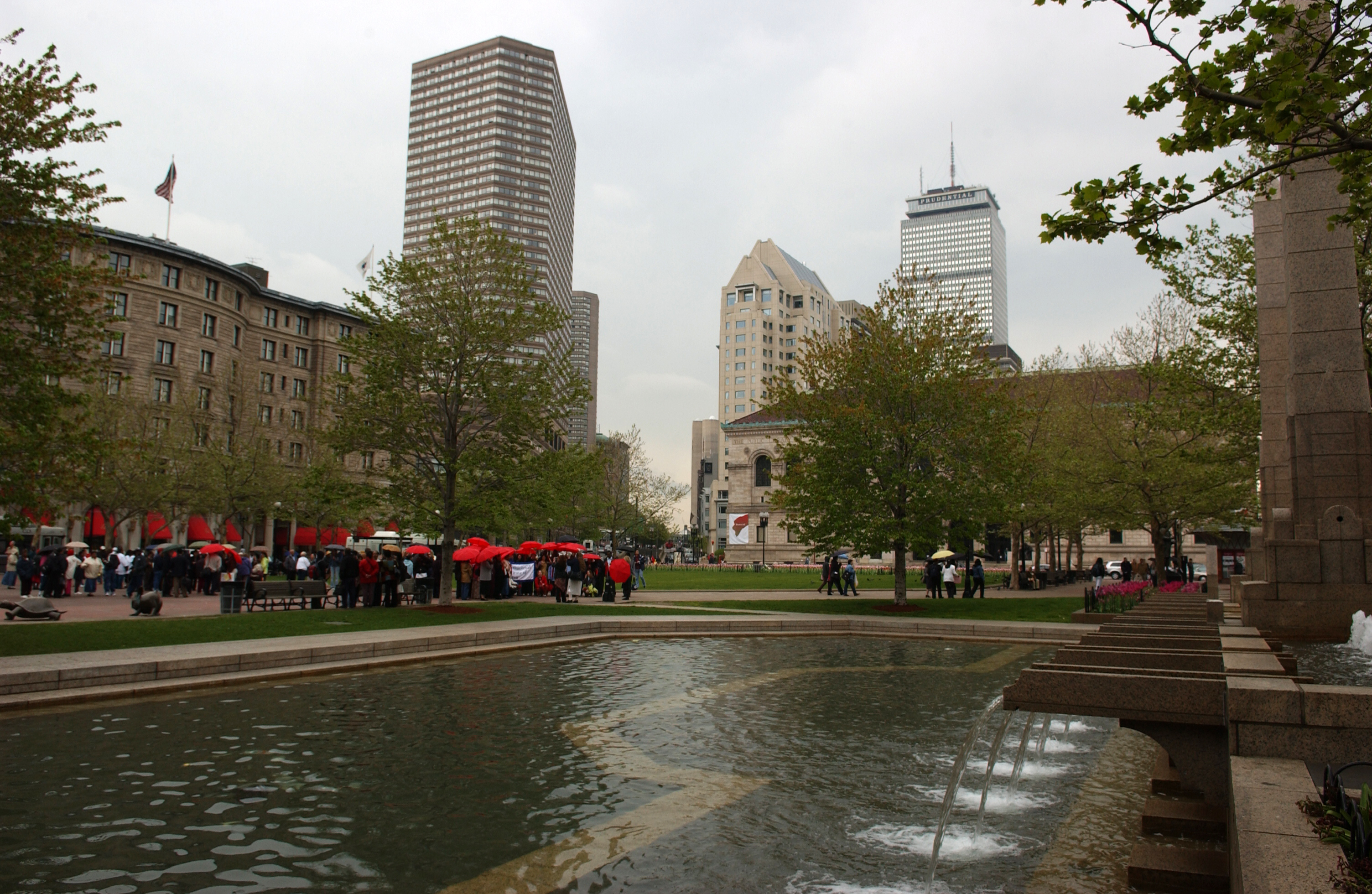
科普来广场

《波士顿环球报》和《波士顿先驱报》是波士顿主要的2份日报。该市的其他出版物还有《波士顿凤凰报》、《波士顿杂志》、《每周深入报道》、《不合时宜的波士顿人》和《Metro国际》的波士顿版。《波士顿环球报》还专为该市的公立中学发行了一种学生版季度刊物。报纸《Teens in Print》（T.i.P.）由该市十几岁的孩子写作，每季度发行一期。
波士顿拥有新英格兰最大的广播市场，在全美国排名第11位。主要的调幅电台有谈话台WRKO 680 AM、体育台/谈话台WEEI 850 AM，以及新闻台WBZ 1030 AM。多种调频电台服务该地区，例如国家公共广播（NPR 89.7、90.9）、流行金曲电台WMJX Magic106.7、经典摇滚电台WZLX 100.7等。大学广播电台有WZBC（波士顿学院）、WERS（爱默森大学）、WUMB（UMass Boston）和WMFO（塔夫脱大学）。
划给波士顿电视台的指定市场区域（DMA）包括曼彻斯特 (新罕布什尔州)，是美国第七大市场。在波士顿经营电视业务的有哥伦比亚广播公司（CBS）的WBZ 4、美国广播公司（ABC）的WCVB 5、国家广播公司（NBC）的WHDH 7、福克斯广播公司的WFXT 25等。波士顿还是美国公共广播公司（PBS）的WGBH 2节目的主要制作地点。大部分波士顿电视台都将发射台设在尼达姆和牛顿附近。

### 医疗
长木医学区是波士顿地区医疗与研究设施的集中地，包括贝斯以色列女执事医疗中心、布莱根妇女医院、波士顿儿童医院、达纳-法伯癌症研究所、哈佛医学院。贝斯以色列医疗中心和布莱根妇女医院都经历过合并：前者由贝斯以色列医院和新英格兰女执事医院合并而成，后者由彼得·本特·布莱根医院和波士顿妇女医院合并而成。麻省总医院（MGH）靠近灯塔山，附近还有麻省眼耳医院和斯保定康复医院。波士顿还有VA医学中心。 波士顿的许多医疗设施都与大学有关。长木医学区和麻省总医院是世界知名的医学研究中心，与哈佛医学院有关。新英格兰医学中心位于唐人街南部，与塔夫茨大学有关，现在已经更名为塔夫茨医学中心 （页面存档备份，存于）。波士顿医学中心位于南区，主要是波士顿大学医学院的教学医院，也是波士顿地区最大的外伤中心；它是由波士顿大学医院和波士顿市立医院合并而成。

### 治安
在20世纪末、21世纪初，波士顿的低犯罪率要归功于波士顿警察局与社区、教会的合作，以阻止青少年加入犯罪团伙。因而被誉为“波士顿奇迹”。该市的谋杀案从1990年的152起（谋杀率为十万分之26.5）下降到了1999年的31起（谋杀率为十万分之5.26，其中没有一起是青少年犯罪）。此后几年中，谋杀案件以50%的幅度上下波动：2002年为60起，2003年为39起，2004年为64起，2005年为75起。尽管数字还远不及1990年那样高，但是谋杀率的再度提高已经使许多波士顿人深感不安，开始讨论波士顿警察局是否应该要调整其与犯罪作战的方法。

## 文化

波士顿后湾

波士顿和整个新英格兰地区一样，拥有独特的不发r音的口音，称为波士顿口音（波士顿英语）；而当地烹调的食材取用海鲜和乳制品较多。
爱尔兰裔美国人在波士顿政治和宗教机构中影响很大。
许多人认为波士顿是一个很有教养的城市，主要得益于众多高级知识分子的名声；波士顿许多文化起源于它的大学。该市拥有一些华丽的剧院，有卡特拉庄严剧院（Cutler Majestic Theatre）、波士顿歌剧院、王安剧院、舒伯特剧院和Orpheum剧院。著名的表演艺术团体有波士顿芭蕾舞团、波士顿交响乐团、波士顿抒情歌剧团、波士顿巴洛克和亨德尔与海顿协会（美国最古老的合唱队）。这里每年还有许多重要事件，如新年前夕的首夜演出，和在美国独立日期间持续一周的海港节（Harborfest），举行波士顿流行音乐会，并在查尔斯河岸燃放焰火。
由于该市在美国革命中扮演的重要角色，一些与该时期有关的历史遗迹被作为波士顿国家历史公园的一部分得到保护。其中许多是沿着自由之路（Freedom Trail），这条路线是用一条红色线或植入地面的砖块标出来。该市还拥有几个优秀的美术馆，包括波士顿美术博物馆和加德纳博物馆。马萨诸塞大学在哥伦比亚角的校园内设有约翰·肯尼迪图书馆。市内还有波士顿图书馆（Boston Athenaeum，美国最古老的独立图书馆之一）、波士顿儿童博物馆、公牛与小莺酒馆（Bull & Finch Pub，该建筑因拍摄电视剧《干杯》而著称）、科学博物馆 (波士顿)和新英格兰水族馆。
波士顿还是音乐流派硬核朋克（hardcore punk）的诞生地之一。波士顿的音乐家对这种音乐形式贡献甚大。1990年代，波士顿拥有顶级的第三波斯卡（third wave ska）和斯卡朋克（ska punk）现场表演，著名乐队有麦迪麦迪波斯顿（The Mighty Mighty Bosstones）、The Allstonians、Skavoovie and the Epitones、Dropkick Murphys等。1980年代，硬核朋克摇滚组织了一次这种音乐流派的乐队荟萃演出“这是波士顿，不是洛杉矶”。当时一些夜总会都以这种流派的乐队表演著称，不过所有那些夜总会均已在城市改造时被夷为平地。

### 教育

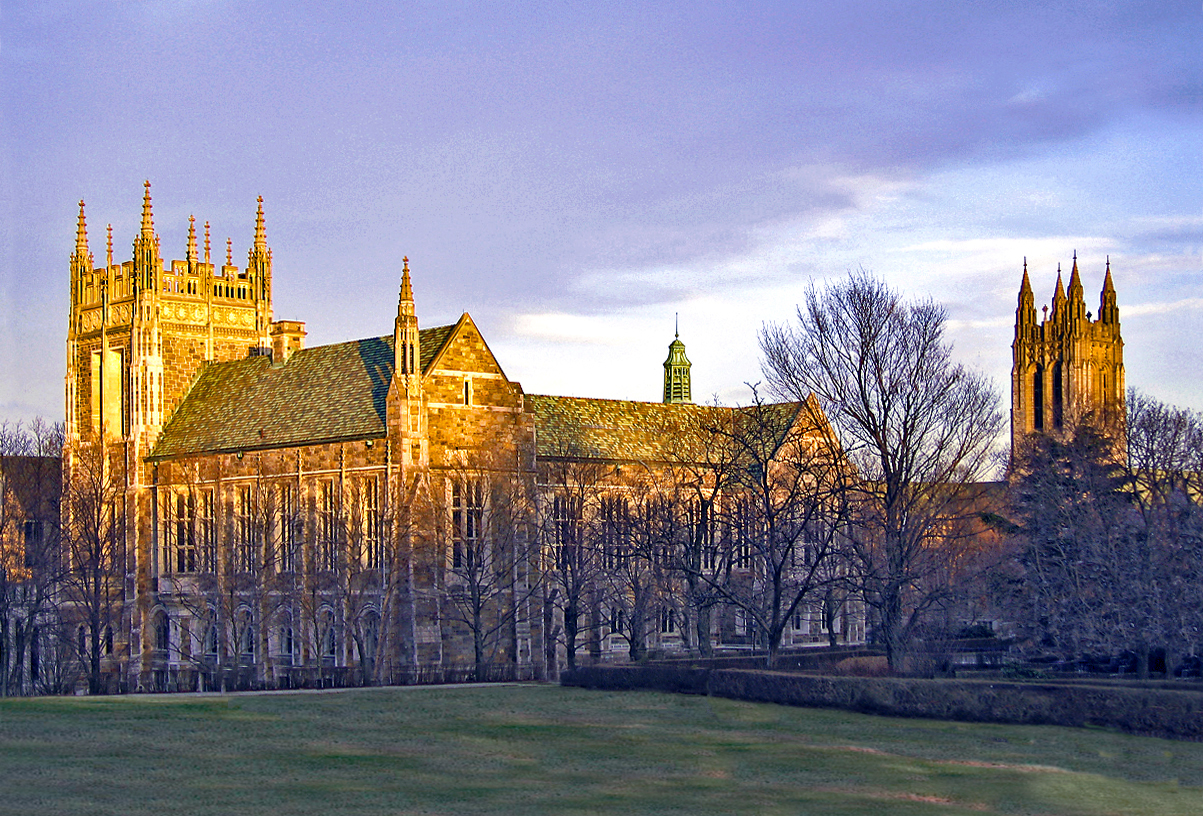
波士顿学院的校园建筑

波士顿被誉为“美国雅典”，是因为在波士顿大都会区拥有超过100所大学，超过25万名大学生在此接受教育。在市区内，东北大学是一所大型的私立大学，在芬威区有一座校园。波士顿大学是世界上最大的私立大学之一，位于查尔斯河畔的联邦大道。惠洛克学院、西蒙斯学院、马萨诸塞药学院和温沃斯理工学院组成了芬威大学群，毗邻东北大学。萨福克大学是一所小型私立大学，以法学院著称，校园坐落在灯塔山。新英格兰法学院是一所小型的私立法学院，位于剧院区，创建时是美国唯一的一所女子法学院。愛默生學院是一所小型的私立学院，在表演艺术领域、新闻、写作和电影方面有很高的声望，位置靠近波士顿公园。该市还拥有几所音乐学校和美术学校，包括马萨诸塞美术学院、新英格兰音乐学校（美国最古老的独立音乐学校）、波士顿音乐学校、波士顿美术博物馆学校和伯克利音乐学院。波士顿主要的公立大学是马萨诸塞大学波士顿分校，位于多尔切斯特的哥伦比亚角，该市的2所社区学院是洛克斯布里社区学院和邦克山社区学院。
几所美国主要的大学位于波士顿外围，在该市有重要影响。布兰戴斯大学被誉为“犹太哈佛”，成立于1948年，是全美最年轻的主要研究院大学。哈佛大学是美国最古老的高等教育机构，位于查尔斯河对岸的剑桥。哈佛商学院和哈佛医学院位于波士顿，并正在计划在波士顿的阿尔斯顿附近进行重大扩展。麻省理工學院（MIT）最初位于波士顿市内，很长时期称为“波士顿理工学院”（1865年－1916年），在1916年才跨过查尔斯河迁往剑桥。塔夫茨大学管理着它的医学院和牙科学院，塔夫茨-新英格兰医疗中心是一个拥有451个床位的医学学术机构，拥有一个科室齐全的成人医院和流动的儿童医院。波士顿学院是市内最早的高等教育机构，也是美国最古老的耶稣会大学之一，位于栗树山。近来该校向布莱顿（波士顿繁荣兴旺的地区）扩展。位於巴布森公園的巴布森學院，其在創業管理領域的排名已經連續十八年為全美第一。
波士顿公立学校是美国最古老的公立学校系统，从幼儿园到12年级，共有58,600名学生。该系统包括145所学校，其中包括波士顿拉丁学校（最古老的公立学校，成立于1635年；有7-12年级，在7-9年级通过公开考试招收学生)，英文中学（最古老的公立中学，成立于1821年）和马特学校（最古老的公立小学，成立于1639年。该市还拥有私立学校、教会学校和特许学校（charter school）。3000名少数族裔学生通过大都会教育机会委员会（METCO）得到在郊区学校就学的机会。2002年，《福布斯杂志》将波士顿公立学校系统列为美国最好的大城市学校系统，毕业率达到82%。

### 体育
| 俱乐部         | 联盟                      | 运动     | 主场       | 成立时间 | 冠軍賽        |
| -------------- | ------------------------- | -------- | ---------- | -------- | ------------- |
| 波士顿红袜     | 美国职棒大联盟（MLB）     | 棒球     | 芬威球場   | 1901年   | 9次世界冠军   |
| 新英格兰爱国者 | 美式橄榄球大联盟（NFL）   | 美式足球 | 吉列体育场 | 1960年   | 6次超級盃     |
| 波士顿塞爾提克 | 国家篮球协会（NBA）       | 篮球     | TD花园     | 1946年   | 18次NBA总冠军 |
| 波士顿棕熊     | 国家冰球联盟（NHL）       | 冰球     | TD花园     | 1924年   | 6次史丹利杯   |
| 新英格兰革命   | 美国职业足球大联盟（MLS） | 英式足球 | 吉列体育场 | 1995年   | --            |
| 波士顿加农炮   | 职业长曲棍球联盟（MLL）   | 长曲棍球 | 哈佛体育场 | 2001年   | --            |

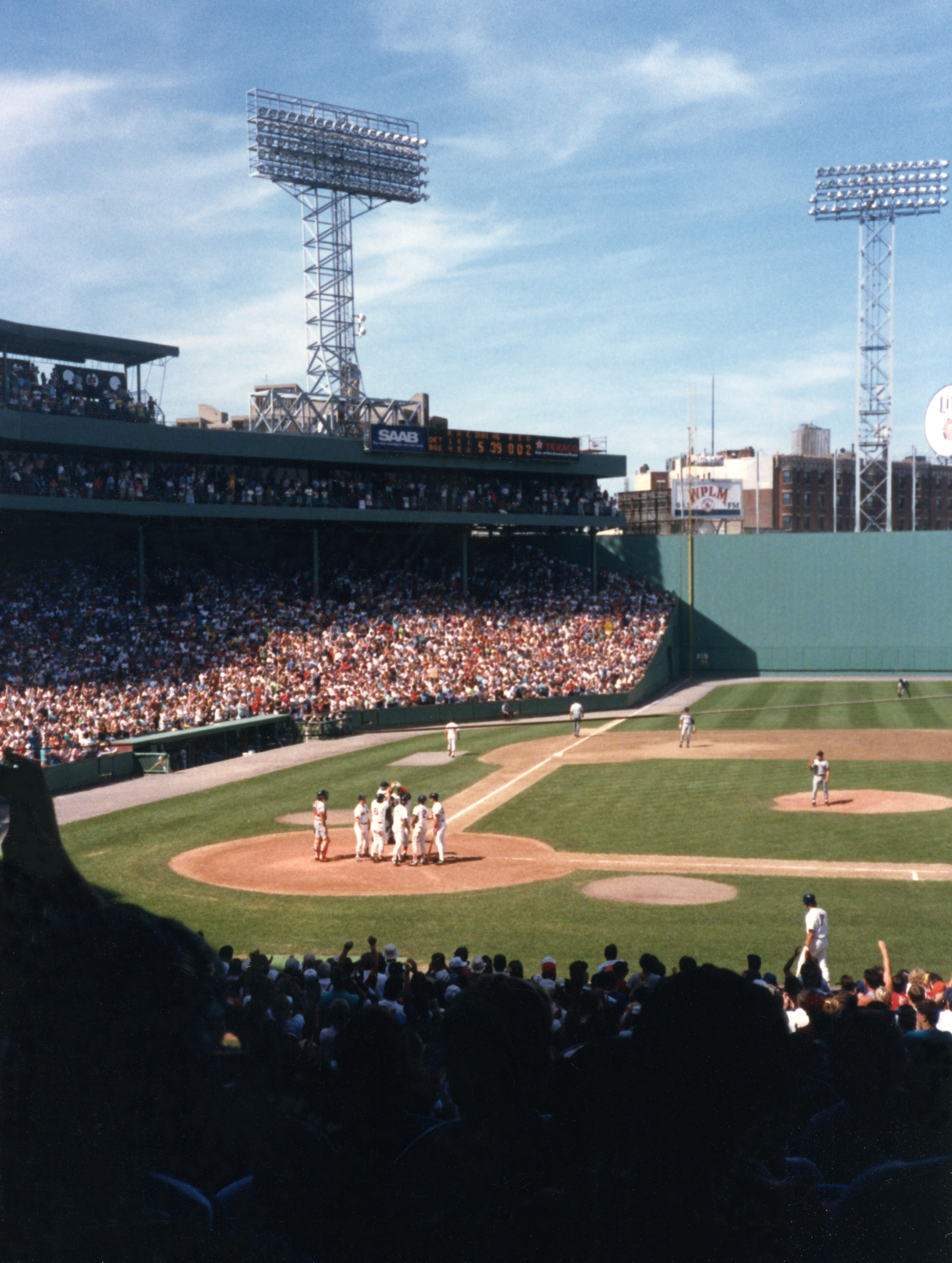
波士顿红袜队在芬威球場进行的棒球比赛

波士顿红袜（俗称“袜子”）是美国职棒大联盟的创始成员之一，该队的主场芬威球場（Fenway Park）兴建于1912年，是美国四大职业运动项目仍在使用的最古老的运动场地。1903年，在波士顿举行了第一场世界职业棒球大赛，波士顿红袜（当时称为“朝圣者”）对阵匹兹堡海盗。

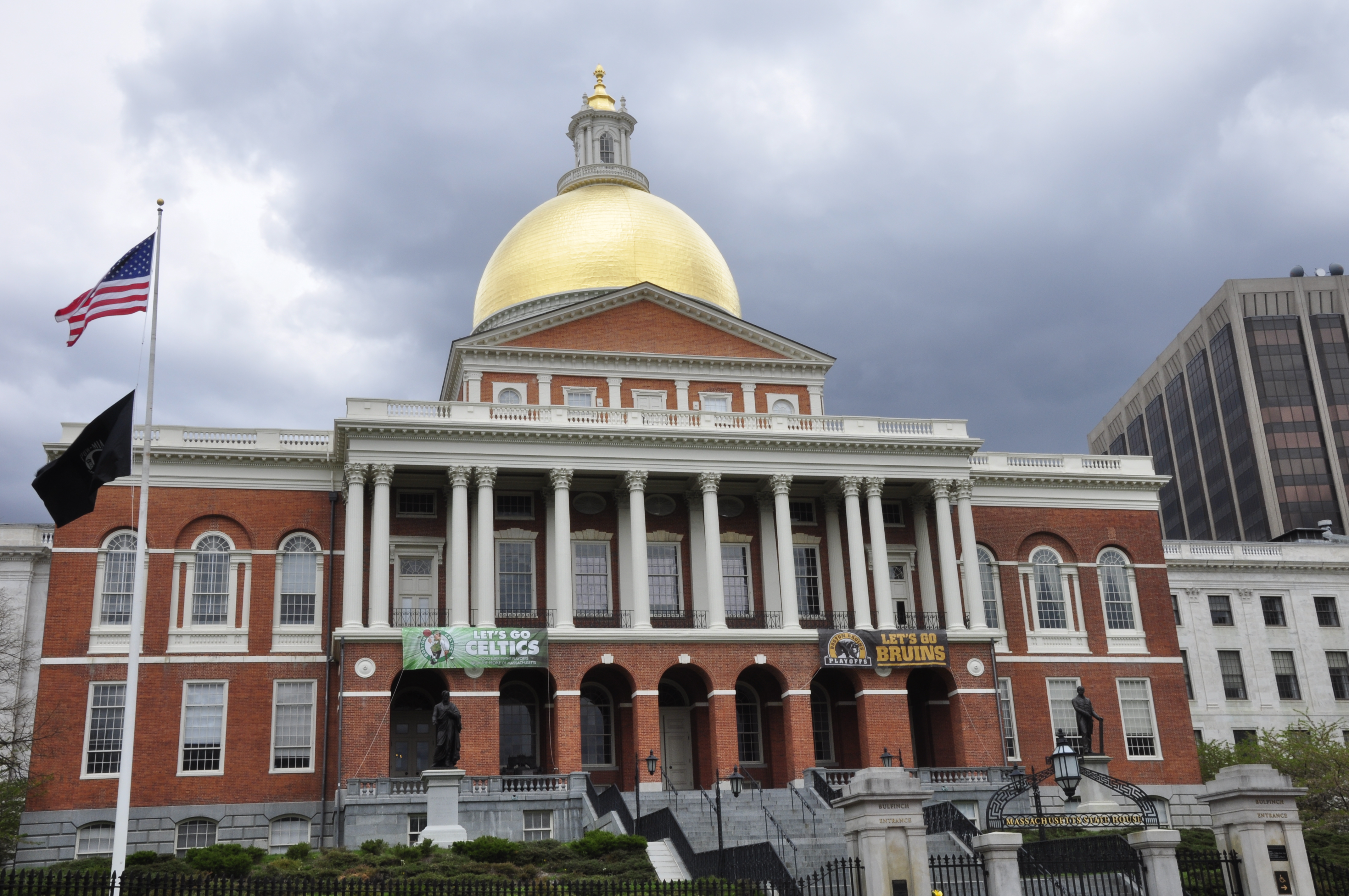
2011年马萨诸塞州议会大厦在季后赛期间悬挂凯尔特人和棕熊的横幅以示支持

尽管新英格兰爱国者自从1971年就搬到郊区的福克斯堡，它仍然是波士顿的美式足球队。该队成立于1960年，是美式橄榄球大联盟的发起成员之一。该队自2001年赛季以来已经6次赢得超级（2002年、2004年、2005年、2015年、2017年、2019年）。该队与属于美国职业足球大联盟的新英格兰革命队（英式足球）共用吉列体育场。
TD花园（旧名舰队街）靠近北站，是波士顿棕熊队和波士顿塞爾提克队2队的主场。波士顿棕熊队是国家冰球联盟的第一个成员，拥有“创始6人”的特权。波士顿凯尔特人队则是国家篮球协会的创始会员。波士顿凯尔特人队因在1959年到1966年連續8年奪得NBA總冠軍，目前共18次夺得NBA总冠军，超过美国其他任何城市而声名显赫。
波士顿许多大学在体育方面都很活跃。波士顿地区有4个全国大学体育协会（NCAA）成员：波士顿学院、波士顿大学、东北大学和哈佛大学。4所大学的冰球队每年二月的第二个星期一晚上，都在TD北方银行花园球馆进行一场“豆锅锦标赛”（Beanpot Tournament）。
波士顿马拉松是该市最著名的一项体育赛事之一，赛程长42公里，从霍普金顿到后湾的科普来广场。这是世界上最古老的马拉松比赛，在每年四月第3个星期一的爱国者日举行，参加比赛者人数甚多。

## 交通

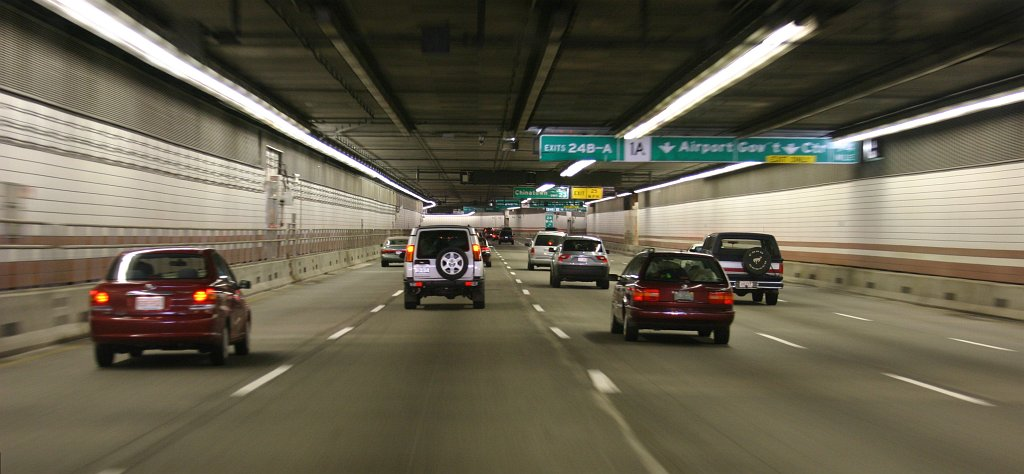
通往市中心的隧道

洛根国际机场位于邻近的东波士顿，运营波士顿的大部分定期客运业务。在城市30英里（48公里）半径范围内还有许多小型机场。
波士顿市中心的街道没有规则可循，因为它们是在几个世纪以前根据需要而形成，并未经过规划，逐渐填满了小小的半岛。一些迂回曲折的街道，每一段都有不同的名称，忽而消失，忽而又随意的分成数条小巷。2006年3月的《自行车》杂志将波士顿列为美国最不适合骑自行车的城市之一。波士顿被描绘成一个“广场之城”，传统上将主要大道的交叉点用该市的历史名人命名。另一方面，后湾、东波士顿、波士顿南区和南波士顿的街道则用方格系统命名。这些方格路网建造在该市早期形成的杂乱街道外围。
波士顿是90号州际公路（又称为马萨诸塞收费公路）的东部起点，95号州际公路环绕该市，当地称为马萨诸塞128号公路；93号州际公路从北到南纵贯该市。穿过波士顿市中心的中央动脉车流量极大，于是改为通过一条地下隧道通过市中心。
由于市区人口与建筑密度较高，波士顿有发达的公共交通系统。马萨诸塞湾交通局（MBTA）运营有地铁，轻轨，轮渡，公交及通勤铁路服务波士顿及周边郊区。
波士顿地铁是美国第一个地下快速运输系统，现已扩展到65.5英里长，北到马尔登，南到布伦特里，西到牛顿。波士顿的郊区通勤铁路长度超过200英里，北到梅里迈克河谷，西到伍斯特，南到普罗维登斯。波士顿有31.5%的通勤者使用公共交通。由于城市布局紧凑，学生数量众多，在波士顿步行者的数量达到13%，远比美国同规模城市多。
美铁（Amtrak）提供往来波士顿及东海岸其他城市的列车服务，包括由波士顿南站出发经纽约，费城，巴尔的摩到华盛顿的阿西乐高铁（Acela）。

## 旅游

### 三一堂
三一堂（Trinity Church）的位置在波士顿公共图书馆美威大楼的前方，奠基於1733年，是一座典雅的哥德复兴式的教堂，曾於一八七二年十一月八、九日两天的波士顿大火中付之一炬，1877年予以重建，是仿十一世纪法国中部岛奥凡尼（Auvergne）的「法国罗马式」建筑而成，塔楼取材西班牙萨拉曼卡旧主教座堂，西簷廊则採法国南部阿尔斯的圣多芬教堂的形式，设计非常精致，是美国教堂建筑中的代表作。

### 波士顿公园
波士顿公园位于波士顿市中心，面积59英亩。这个公园与其邻近的公共花园（Public Garden）都是波士顿城最为核心的地方，而波士顿公园更是自由行迹的起始点，同时也是整个美国年代最久的公园。最初这里用于放牧，也曾作过军事训练场。自1830年开始，这片区域開始禁止放牧。从那时直到现在，波士顿公园主要被用作一个公共區域供人们在此进行休闲娱乐活动。这个公园是典型的英国式花园，是城市中难得的绿洲，是波士顿人理想的休闲场所，這裡还能看到音乐家、表演家、演说者的表演。地址：公园街站和博伊尔斯顿站。

### 哈佛大学
哈佛大学是美国最早的私立大学，是以培养研究生和从事科学研究为主的综合性大学，哈佛大学的正式注册名称为：The President and Fellows of Harvard College，总地址是Byerly Hall, 8 Garden Street, Cambridge。哈佛大学是全美第一所大学。美国独立战争以来大量的革命先驱都出自于哈佛的门下。哈佛大学獲誉为美国政府的思想库。这里先后诞生了8位美国总统、40位诺贝尔奖得主和30位普利策奖得主。其商学院案例教学盛名远播。这里也培养了缔造了微软、IBM、Facebook等一个个商业奇迹的人物。

## 友好城市
波士顿有八个官方承认的友好城市：
| 城市            | 国家或地区     | 时间 | 参考          |
| --------------- | -------------- | ---- | ------------- |
| 京都            | 日本           | 1959 | [ 75 ]        |
|                 | 法國           | 1960 | [ 76 ] [ 77 ] |
| 巴塞罗那        | 西班牙         | 1980 | [ 78 ] [ 79 ] |
| 杭州            | 中华人民共和国 | 1982 |               |
| 帕多瓦          | 義大利         | 1983 | [ 80 ]        |
| 墨尔本          |                | 1985 | [ 81 ]        |
| 台北            | 中華民國       | 1996 | [ 82 ]        |
| 塞康第─塔科拉迪 |                | 2001 |               |

## 附註
1. 1 2  新曆法則為9月17日。

## 延伸阅读
- Downst, Henry P. . Humphrey Publishing. 1916  [2007-03-23]. （原始内容存档于2021-02-11）.
- Ira Gershkoff and Richard Trachtman. . Da Capo Press. 2004. ISBN 978-0-306-81326-9.
- Patricia Harris and David Lyon. . Oakland, CA: Compass American Guides. 1999. ISBN 978-0-679-00284-0.
- Howard Mumford Jones and Bessie Zaban Jones. . Boston: Little, Brown and Company. 1975. ISBN 978-0-316-47282-1.
- Rambow, John D. et. al. . New York: Fodors Travel Publication. 2003. ISBN 978-1-4000-1028-8.
- Vanderwarker, Peter. . Courier Dover Publications. 1982. ISBN 978-0-486-24312-2.